# Дейвид Брайън
Дейвид Брайън (на английски: David Bryan Rashbaum) e американски музикант, изпълнител на клавишни инструменти в групата Бон Джоуви (Bon Jovi).
Роден е на 7 февруари в Едисън, Ню Джърси и до днес живее в този щат. Има 3 деца - Колтън, Габриел и Тайгър Лили. Негови кумири са Моцарт, Бетховен, Йохан Себастиан Бах, Дийп Пърпъл и Лед Цепелин. Извън групата се занимава с музикално-театрални проекти.